# Nir Chen
Nir Chen (hebr.: ניר ח"ן) – moszaw położony w samorządzie regionu Lachisz, w Dystrykcie Południowym, w Izraelu.
Leży na pograniczu północno-zachodniej części pustyni Negew i Szefeli, w pobliżu miasta Kirjat Gat.

## Historia
Moszaw został założony w 1956 przez imigrantów z Afryki Północnej. Nazwany na cześć 58 pasażerów lotu El Al 402, który został 27 lipca 1955 zestrzelony nad Bułgarią.

## Gospodarka
Gospodarka moszawu opiera się na intensywnym rolnictwie i uprawach w szklarniach.